# Wonju
Wonju (en coréen : 원주시) est une ville de Corée du Sud, la plus peuplée de la province du Gangwon.

## Jumelages
- Roanoke (États-Unis) depuis 1965
- Edmonton (Canada) depuis 1998
- Yantai (Chine) depuis 2000
- Hefei (Chine) depuis 2002
- Ichikawa (Japon) depuis 2005

## Personnalités natives de Wonju
- Choi Kyu-hah (16 juillet 1919 - 22 octobre 2006), Premier ministre de 1975 à 1979 puis président de la république de Corée de 1979 à 1980.
- Lee Sang-hee (12 août 1945), général et ministre de la Défense nationale de la république de Corée.
- Jee Yong-ju (19 décembre 1948 - 25 août 1985), boxeur décédé dans la même ville.
- Lee Kiho (1972), romancier.
- Yeol Eum Son (2 mai 1986), pianiste.
- Yoon Jin-hee (4 août 1986), haltérophile sud-coréenne.
- Kim Hyeon-woo (6 novembre 1988), champion du olympique et champion du monde de lutte gréco-romaine.
- Kim Tae-hun (15 août 1996), champion du monde de taekwondo.